# Список пенитенциарных учреждений Вермонта
Список пенитенциарных учреждений Вермонта составлен по материалам исправительного департамента штата, Федерального бюро тюрем, Бюро юридической статистики США и частных операторов тюрем.
По состоянию на конец 2011 года в пенитенциарных учреждениях штата содержалось 2053 заключённых (в 2010 году — 2079, в 2009 году — 2220). Исправительный департамент штата Вермонт управляет 7 тюрьмами, часть заключённых Вермонта отбывает наказание в учреждениях других штатов. 
| Название учреждения                                                                                     | Тип и режим учреждения                    | Месторасположение                               | Примечания |
| Северо-восточный исправительный комплекс (англ. Northeast Correctional Complex)                         | Тюрьма штата                              | Сент-Джонсбери 36°26′52″ с. ш. 81°53′08″ з. д.  | Состоит из Северо-восточного регионального исправительного учреждения и лагеря общественных работ Каледония, вместимость — до 0,3 тыс. заключённых.                                                                                  |
| Северное исправительное учреждение штата (англ. Northern State Correctional Facility)                   | Тюрьма штата среднего уровня безопасности | Ньюпорт 44°54′24″ с. ш. 72°11′27″ з. д.         | Тюрьма открылась в 1994 году, вместимость — более 0,4 тыс. заключённых |
| Северо-западное исправительное учреждение штата (англ. Northwest State Correctional Facility)           | Тюрьма штата                              | Суонтон 44°51′01″ с. ш. 73°07′57″ з. д.         | Вместимость — более 0,2 тыс. заключённых (женщин), имеются федеральное отделение и отделение строгого уровня безопасности. |
| Юго-восточное исправительное учреждение штата (англ. Southeast State Correctional Facility)             | Тюрьма штата                              | Виндзор 43°30′03″ с. ш. 72°25′32″ з. д.         | Вместимость — до 0,1 тыс. заключённых (женщин). |
| Южное исправительное учреждение штата (англ. Southern State Correctional Facility)                      | Тюрьма штата                              | Спрингфилд 43°16′09″ с. ш. 72°26′17″ з. д.      | Тюрьма открылась в 2003 году, вместимость — до 0,4 тыс. заключённых, имеются тюремная больница, сектора для пожилых, ослабленных и психически больных осуждённых, блок строгого уровня безопасности и сектор досудебного содержания. |
| Региональное исправительное учреждение Марбл-Вэлли (англ. Marble Valley Regional Correctional Facility) | Тюрьма штата                              | Ратленд 43°36′34″ с. ш. 72°59′26″ з. д.         | Вместимость — более 0,1 тыс. заключённых. |
| Региональное исправительное учреждение Читтенден (англ. Chittenden Regional Correctional Facility)      | Тюрьма штата                              | Саут-Бёрлингтон 44°26′47″ с. ш. 73°12′19″ з. д. | Вместимость — до 0,2 тыс. заключённых (женщин) |

|                                                 |
| Северо-западное исправительное учреждение штата |